# ハンター・コート
ハンター・コート（Hunter Cort, 1999年〈平成11年〉4月5日 - ）は、東京都出身のプロバスケットボール選手（ポイントガード）。B3リーグの徳島ガンバロウズ所属。

## 来歴
幼少期からバスケットボールだけでなく、サッカーや野球、そして陸上競技など幅広くスポーツに取り組んでおり、本格的にバスケットボールに打ち込んだのは高校からである。米軍横田基地内の横田ハイスクールのエースとして活躍しており、高校時代にU-19日本代表候補に召集されている。2017年7月に広島ドラゴンフライズに入団し、2017-18シーズンは29試合に出場した。
2018年6月に横浜ビー・コルセアーズへの移籍が発表された。12月2日に行われた第94回天皇杯 全日本バスケットボール選手権大会 2次ラウンド・千葉ジェッツ戦において左膝を負傷し、左膝前十字靭帯断裂・同内側側副靭帯損傷による全治６ヶ月の長期離脱がクラブから発表された。2020年2月27日に負傷のリハビリに専念すると言う理由で、横浜ビー・コルセアーズからの退団が発表された。
2021年9月4日に、B3 トライフープ岡山との契約が発表された。
2022年7月7日、B3 岐阜スゥープスとの契約が発表された。
2025年6月9日、B3 徳島ガンバロウズとの契約が発表された。
- Yokota High School
- 広島ドラゴンフライズ（2017年〜2018年）
- 横浜ビー・コルセアーズ（2018年～2020年）
- トライフープ岡山（2021年～2022年）
- 岐阜スゥープス（2022年～2025年）
- 徳島ガンバロウズ（2025年～）

## 日本代表歴
- 2017年3月 - FIBA U-19バスケットボールワールドカップ2017 U-19日本代表候補[8]
- 2018年6月 - 第40回ウィリアム・ジョーンズ カップ 日本代表候補[9]

## 人物

### バスケットボールプレイヤーとしての特徴
- ハンター・コートの自己評価としての自信の特徴として、ポイントガードとしては188cmと高身長であり、リバウンドからファストブレイクに繋ぐための、高さと速さを併せ持つ点だと語っている[1]。
- エージェント契約を結んでいる事務所によるハンターコートの紹介では、長い手足の恵まれた体型を武器に、ディフェンスの状況を見ながら切り裂くドライブとアシスト、アウトサイドからの高確率のシュート能力を有するオールラウンダーである[2]。
- 広島ドラゴンフライズの浦伸嘉GMは、ハンターの広島入団時のコメントとして、彼の広い視野と優れた状況判断を長所として挙げる一方で、プロバスケットボール選手レベルの身体づくりやシュート能力の向上が必要とも語っている[10]。

### その他
- 日米のハーフで国籍は日本である[10]。
- Yokota High School時代からファッション誌やショーなどのモデルとしても活躍しており[2]。冨永愛や杏が所属していたモデル事務所ボン イマージュで現在も芸能活動を継続している。
- 自身の性格に関して、何に対してもポジティブでいられることが長所だと語っている[1]。
- 複数のオファーの中から2018-19シーズンは横浜でのプレーを選んだ理由として、ハンターは英語の方がコミュニケーションを取りやすいため、ヘッドコーチとコーチが外国人（トーマス・ウィスマン、フェス・アービンだったことを挙げている。また横浜が将来を見据えて若い選手を集めており、良い文化やリズムを作りたいというウィスマンの言葉に、自分を成長させるために最も良い環境だと考えたと述べている[11]。

## 個人成績
| シーズン        | チーム                 | GP | GS | MPG | FG%  | 3P%  | FT%  | RPG | APG | SPG | BPG | TO  | PPG |
| --------------- | ---------------------- | -- | -- | --- | ---- | ---- | ---- | --- | --- | --- | --- | --- | --- |
| Bリーグ 2017-18 | 広島ドラゴンフライズ   | 29 | 1  | 7.7 | .448 | .312 | .625 | 1.1 | 1.0 | 0.3 | 0.0 | 0.7 | 2.6 |
| Bリーグ 2018-19 | 横浜ビー・コルセアーズ | 10 | 0  | 4.0 | .250 | .000 | 1.0  | 0.5 | 0.5 | 0.4 | 0.0 | 0.4 | 0.6 |
| Bリーグ 2019-20 | 横浜ビー・コルセアーズ | 8  | 0  | 2.8 | .333 | .000 | -    | 0.2 | 0.9 | 0.2 | 0.0 | 0.9 | 0.2 |

## ギャラリー

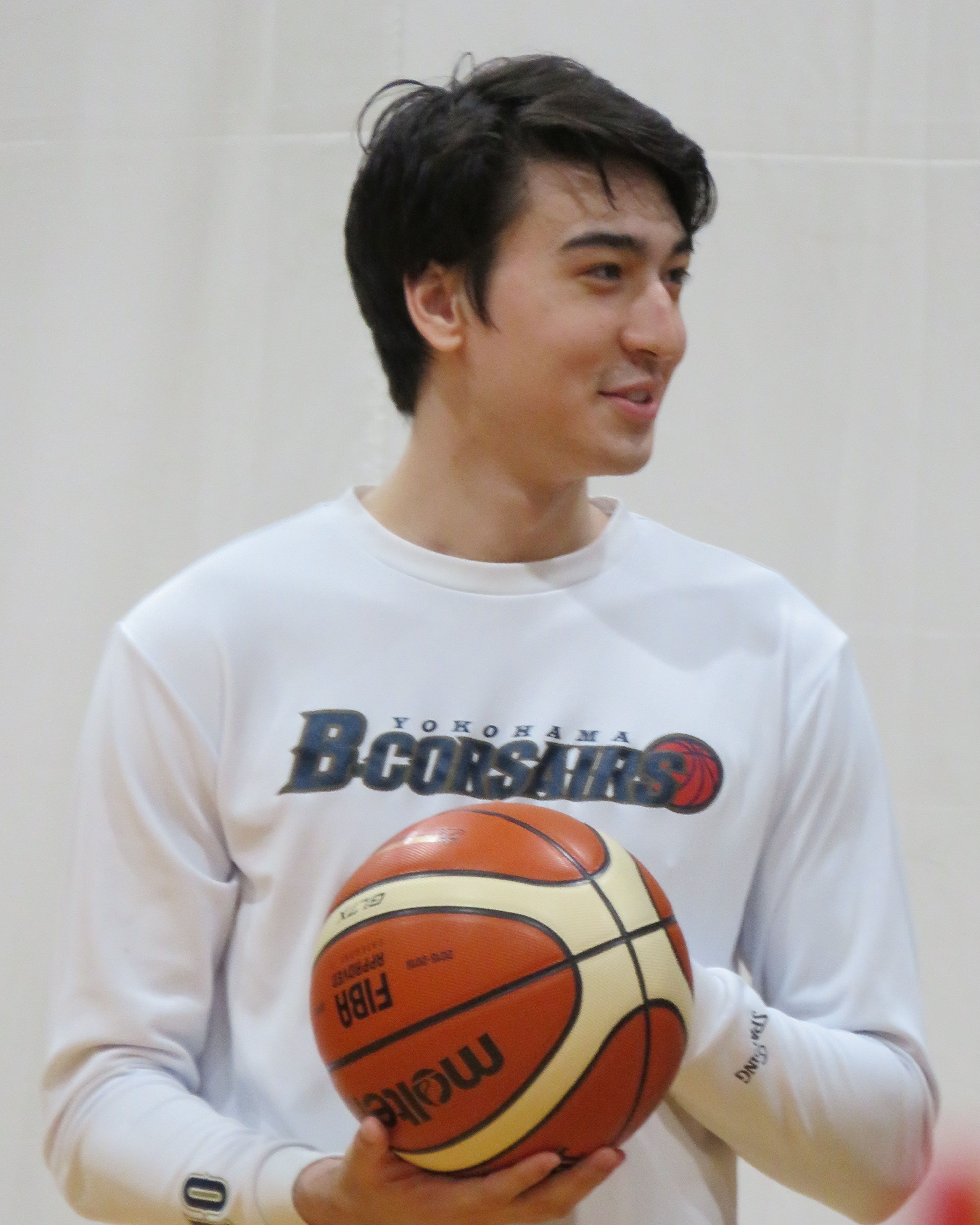
2019-05-19
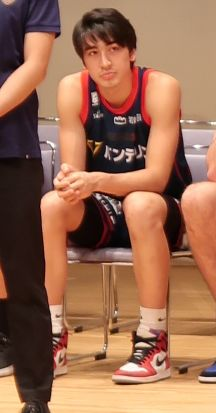
2019-09-24